# Trộn tần số
Trong điện tử học mạch trộn tần số là một mạch điện phi tuyến tạo ra các tần số mới từ hai tín hiệu được đưa tới ngõ vào của nó. Trong ứng dụng phổ biến nhất thì hai tín hiệu được đưa tới mạch trộn, và nó tạo ra tín hiệu mới là tổng và hiệu của tần số ban đầu. Các thành phần tần số khác cũng có thể được xuất hiện trong kết quả trộn tần thực tế.
Mạch trộn tần được sử dụng rộng rãi để chuyển các tín hiệu từ một dải tần số này sang tần số khác, một quá trình được gọi là tạo phách (heterodyn), để thuận tiện trong việc truyền tải hoặc xử lý tín hiệu tiếp theo. Ví dụ, một thành phần quan trọng của máy thu thanh đổi tần là mạch trộn tần được sử dụng để dịch chuyển tín hiệu thu được tới một tần số trung gian chung. Mạch trộn tần số cũng được sử dụng để điều chế tín hiệu sóng mang trong các máy phát sóng vô tuyến.